# Pretzfeld
Pretzfeld est une commune de Bavière (Allemagne), située dans l'arrondissement de Forchheim, dans le district de Haute-Franconie.

## Quartiers
| - Eberhardstein - Hagenbach - Hetzelsdorf - Kolmreuth - Lützelsdorf - Oberzaunsbach | - Pfaffenloh - Poppendorf - Pretzfeld - Unterzaunsbach - Urspring - Wannbach |

## Jumelage
- Bretzfeld (Allemagne)